# 沼田宏行
沼田 宏行（ぬまた ひろゆき、1962年5月22日 - ）は、日本のピアニスト。東京都出身。

## 経歴
2歳半よりピアノを始め、父（チェリスト、都響）と共に桐朋学園教授青木十朗の娘、青木紀子に手ほどきを受ける。後に高良芳枝に師事し、全日本学生音楽コンクール中学生の部に入賞。東京芸術大学音楽学部附属音楽高等学校を経て、東京藝術大学に入学、同大学院を卒業。同大学学部から、安川加壽子に師事。
芸大学部では、モーニングコンサートに出演し、芸大修士課程修了時にクロイツァー賞受賞。博士課程では、辛島輝治にピアノ実技及び論文指導を受け、佐藤眞及び船山隆に論文指導を受ける。ドビュッシーの研究にて、東京芸術大学大学院研究科課程博士号取得。芸術学博士。
1989年よりフランス留学。ピエール・バルビゼ（マルセイユ音楽院学長）に師事。ロータリー財団奨学生として、マルセイユ音楽院に留学。審査員賞賛付き金賞にて卒業。マルセイユ学生時代にバルビゼが逝去。その後、ジャック・ルビエ、ジュヌビエーブ・ジョワ、ガブリエル・タッキーノがバルビゼの講座を引き継いだ。
1990年にクロード・ドビュッシー国際コンクール（リヨン）優勝。ニース音楽院を始め、パリ、リヨン、マルセイユにてリサイタルを中心に活動を始める。日本では、CBS SONYにてデビューコンサートを行い、各地で演奏活動を続ける。帰国後は横浜美術館で異なるプログラムによる1日2回の演奏会を行った。
愛知県立芸術大学、フェリス女学院大学、群馬大学、茨城大学にて後進を指導し、お茶の水女子大学では、博士課程の立ち上げに携わった。
現在は東京芸術大学音楽学部附属音楽高等学校の教諭として後進を指導していると共に、演奏会や放送、レコーディングにて活動を続けている。

## 受賞
- クロイツァー賞
- クロード・ドビュッシー国際コンクール 優勝

## 参加作品
- 『禁じられた音楽』（2003年3月25日、ダイキサウンド）
- 『イタリアを歌う』（2010年2月21日、フォンテック）
- 『日本の心を歌う』（2010年2月21日、フォンテック）